# Тангермюнде
Тангермюнде (нем. Tangermünde) — город в Германии, в земле Саксония-Анхальт. Входит в состав района Штендаль. Город является местом действия известной повести Теодора Фонтане «Грета Минде», героиня которой в финале сжигает его дотла.

## История
Некоторые даты из городской хроники:
- 1009 год: первое упоминание Тангермюнде как «civitas tongeremuthi»
- 1138 год: поселение становится леном Альбрехта I Бранденбургского и выстраивается как крепость его потомками
- 1188 год: освящена церковь святого Стефана (первоначально в романском стиле), спустя несколько лет построена первая городская стена
- 1368 год: Тангермюнде вступает в Ганзейский союз
- 1373 год: император Карл IV приобретает Тангермюнде и делает его своей второй резиденцией
- 1415 год: Тангермюнде становится резиденцией курфюрста Фридриха I
- 1617 год: две трети города уничтожено пожаром, приписываемым его жительнице Грете Минде (нем. Grete Minde), два года спустя сожжённой за это на костре[4]
- XV—XVII век: переезд курфюрстского двора в Берлин, несколько пожаров, Тридцатилетняя война и эпидемия чумы завершают расцвет Тангермюнде, сделав его небольшим провинциальным городком.

## Достопримечательности
К достопримечательностям города среди прочего относятся:
- частично сохранившаяся и восстановленная средневековая крепость (XIV—XVII век) с защитной стеной, воротами, башнями и замком (1699 год)
- городская стена (XIII—XIV век) длиною 2 км, полностью опоясывающая исторический центр Тангермюнде с воротами в новый город (Нойштедтертор, нем. Neustädter Tor) и к Эльбе (нем. Elbtor)
- церковь святого Стефана (нем. St.-Stephansкirche) (XIV—XVI век), внутри особенно интересен орган (1624 год) Ганса Шерера младшего (нем. Hans Scherer der Jüngere), считающийся одним из 10 самых ценных органов Европы[6]
- старая ратуша XV века (ныне музей)
- Совиная башня (нем. Eulenturm) — часть недошедших до наших дней внутренних защитных сооружений (XIV—XV век)
- здание крепостного музея — старейшее жилое здание города (1543 год).

## Уроженцы и жители Тангермюнде
К числу известных личностей, родившихся в Тангермюнде, относятся:
- Фридрих II — курфюрст Бранденбурга
- Альбрехт III — курфюрст Бранденбурга
- Магдалена Бранденбургская — бранденбургская принцесса, в замужестве графиня Гогенцоллерн
- Людвиг Борстель — прусский генерал кавалерии.
- Шуленбург, Фриц (1894—1933) — немецкий антифашист, борец сопротивления.

## Галерея

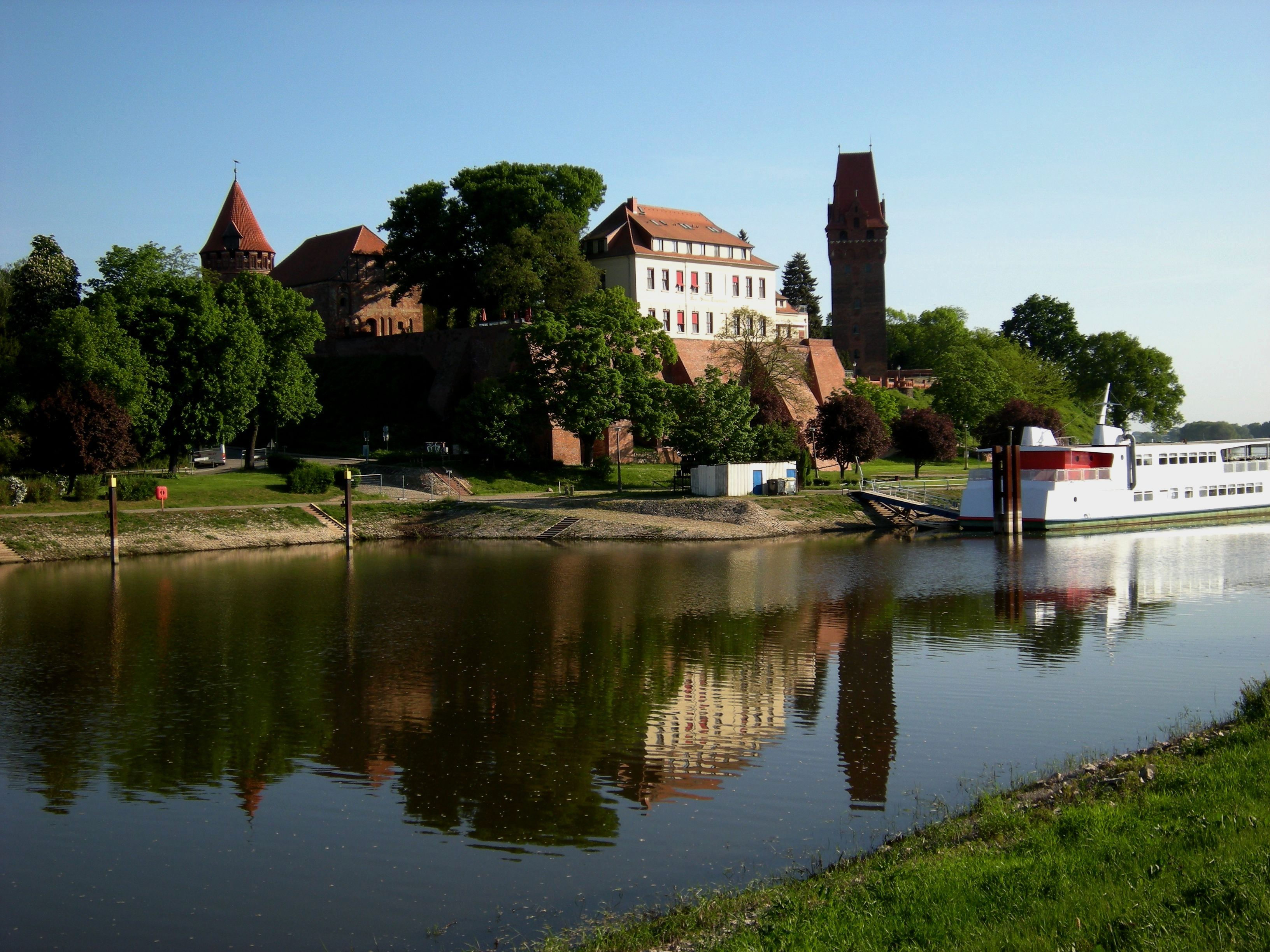
Крепость Тангермюнде со стороны Эльбы
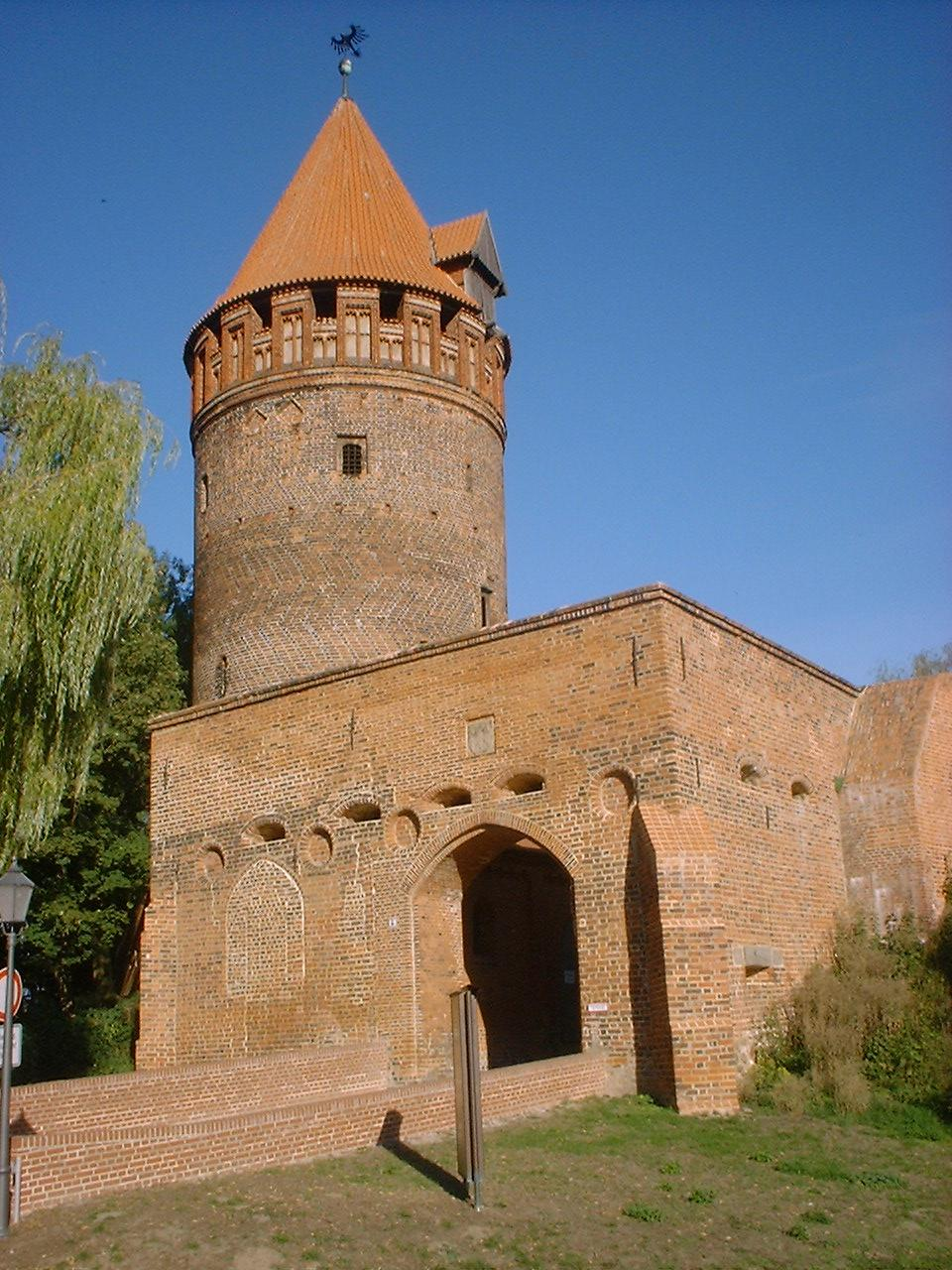
Крепость Тангермюнде
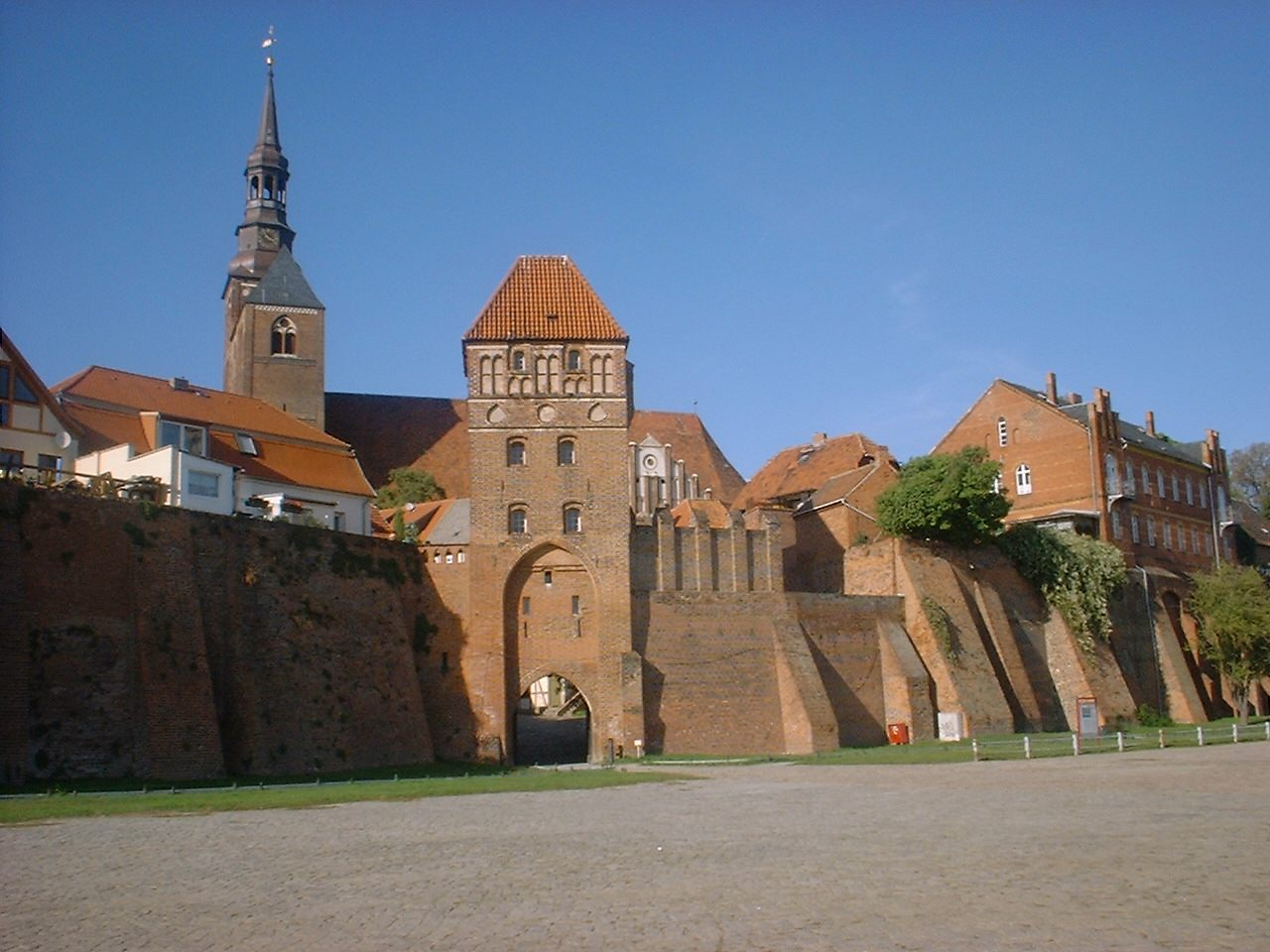
Городская стена и ворота к Эльбе
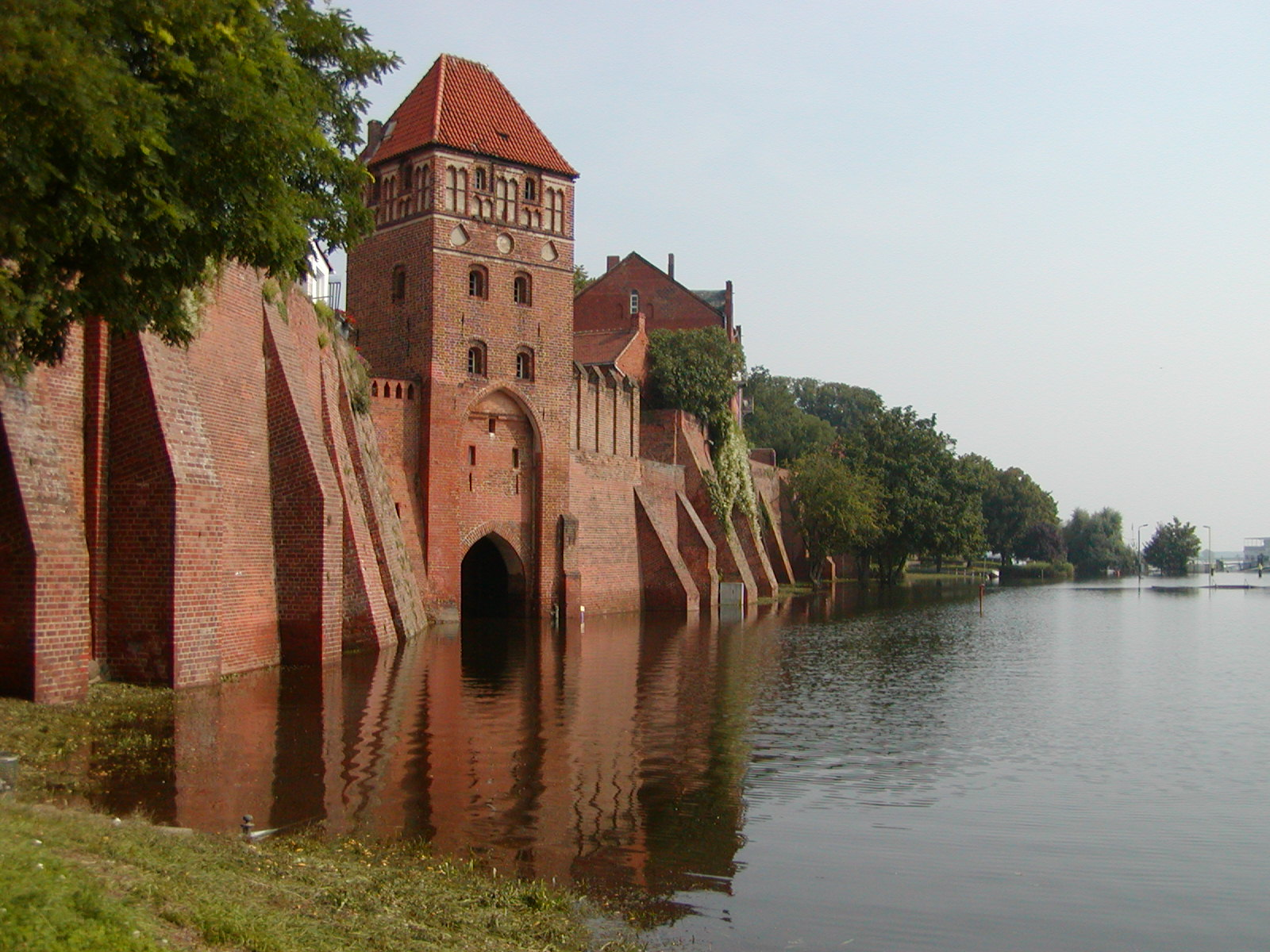
Городская стена и ворота к Эльбе во время наводнения
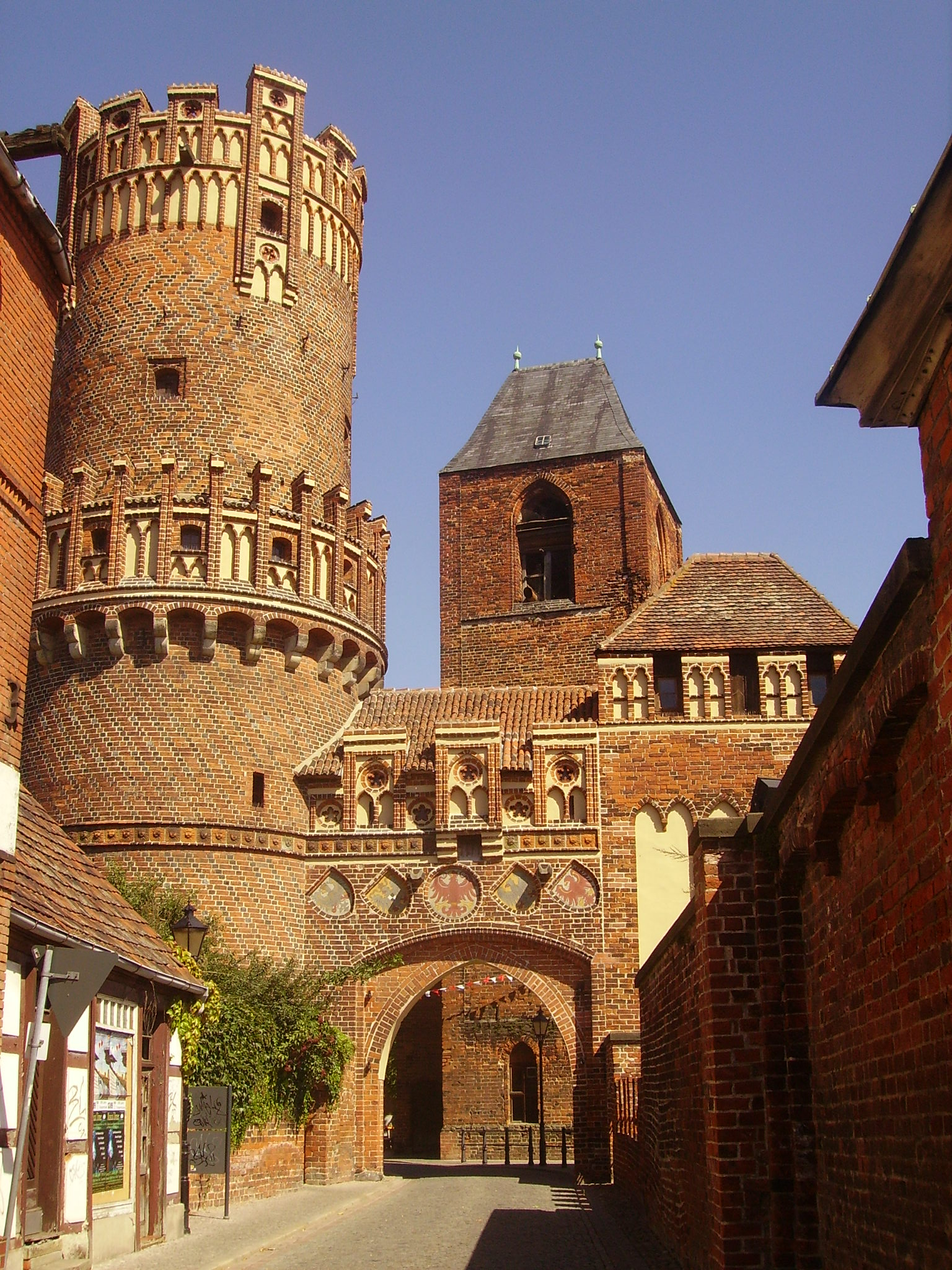
Ворота в новый город
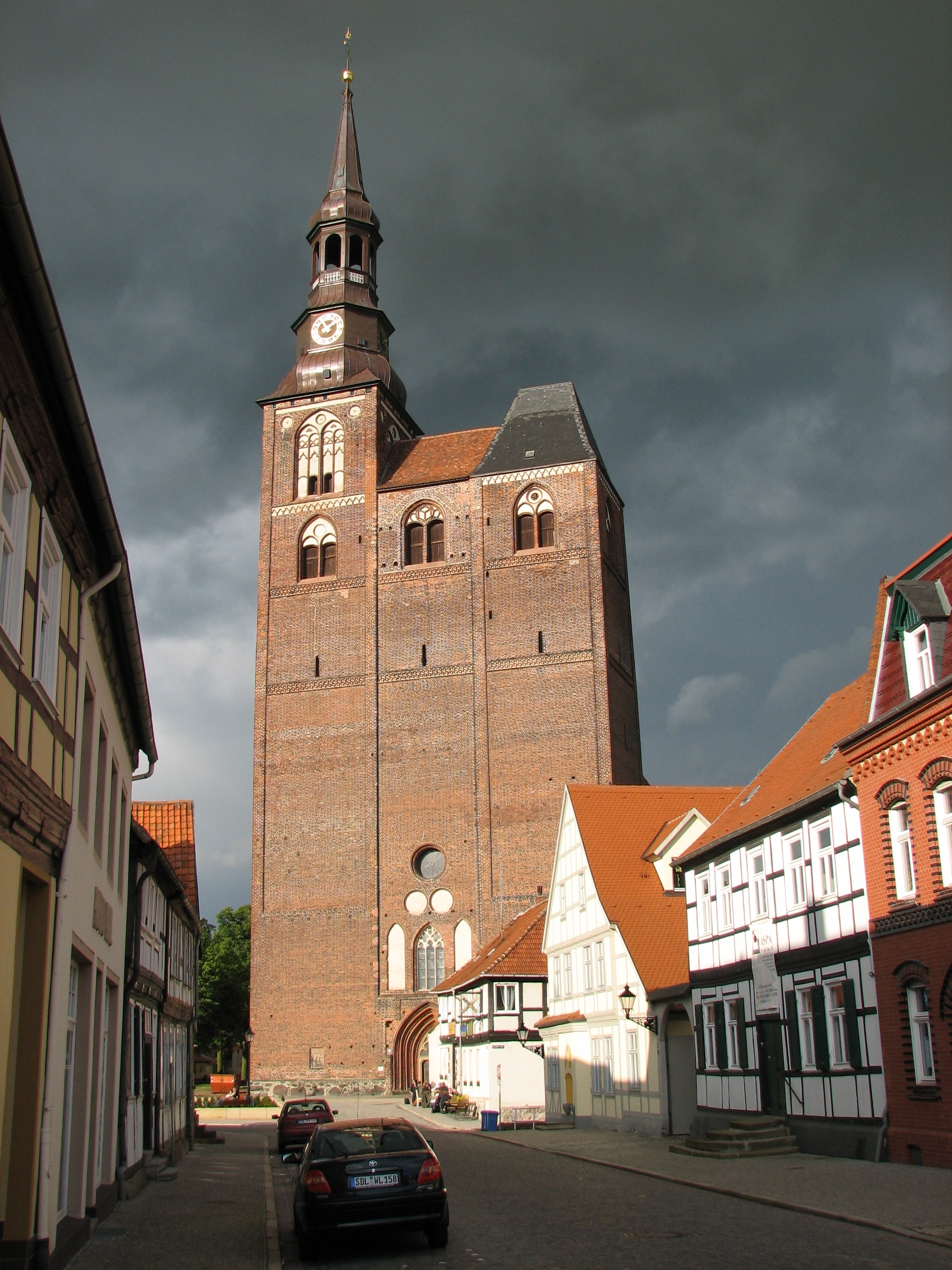
Церковь святого Стефана
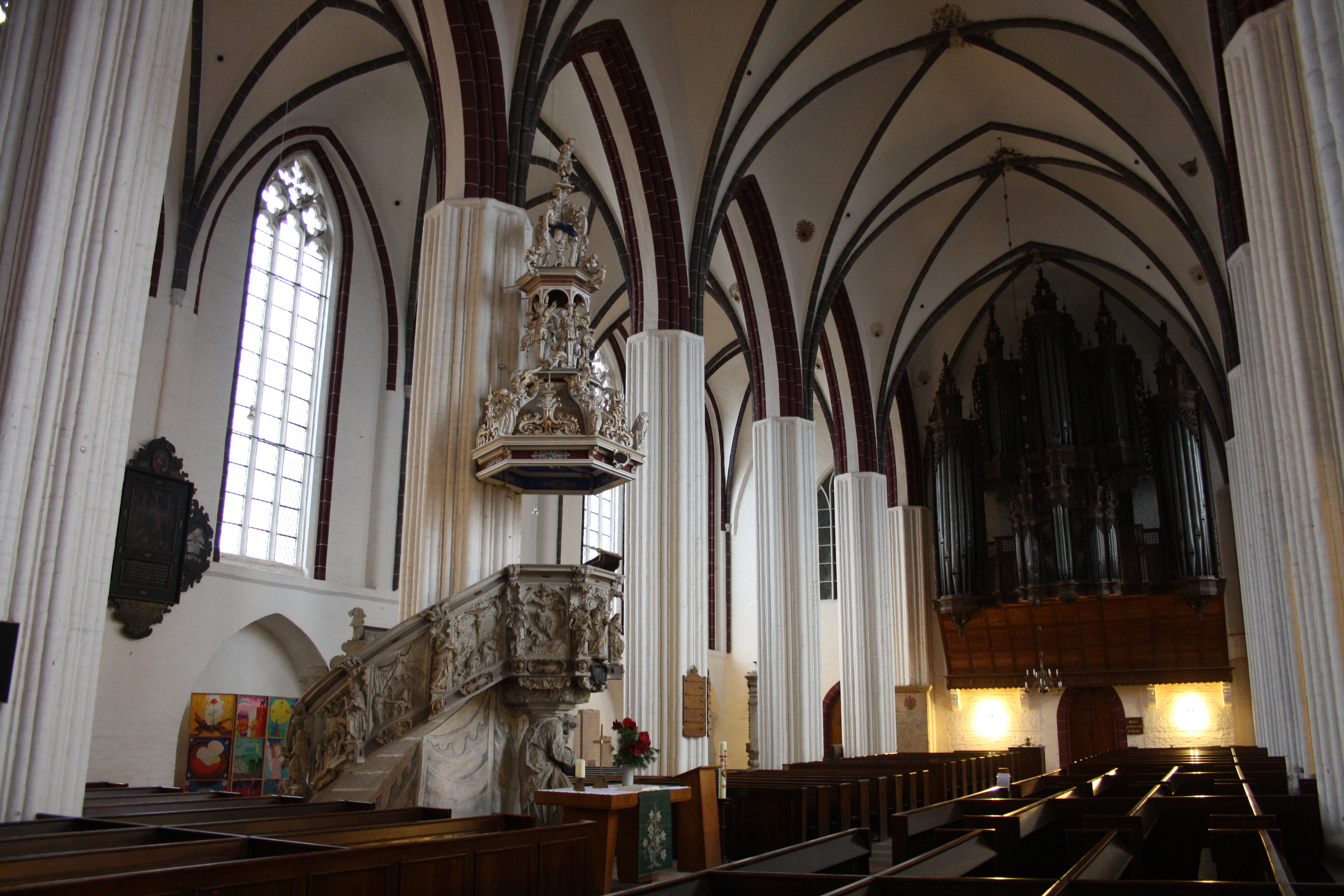
Церковь святого Стефана
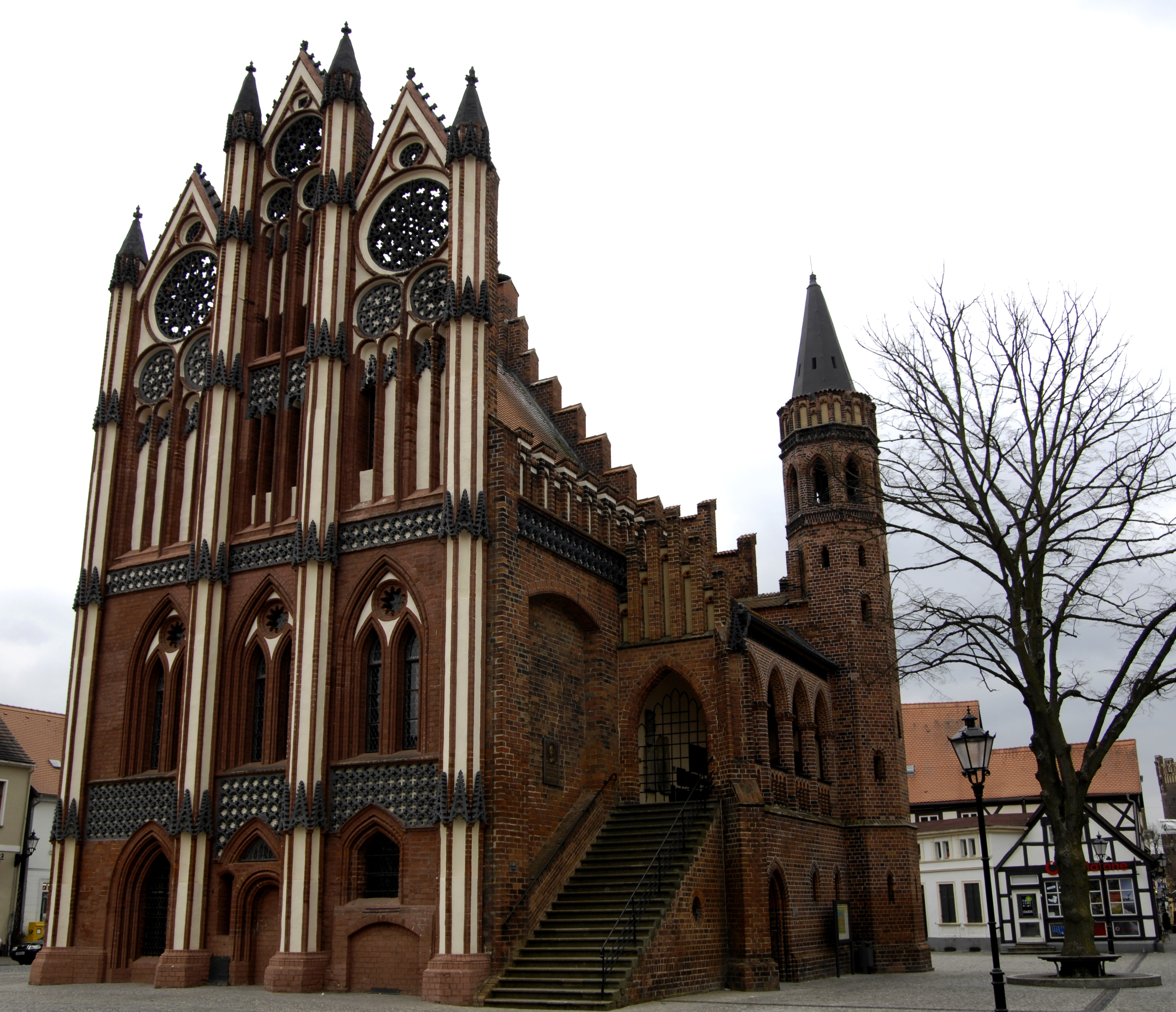
Старая ратуша
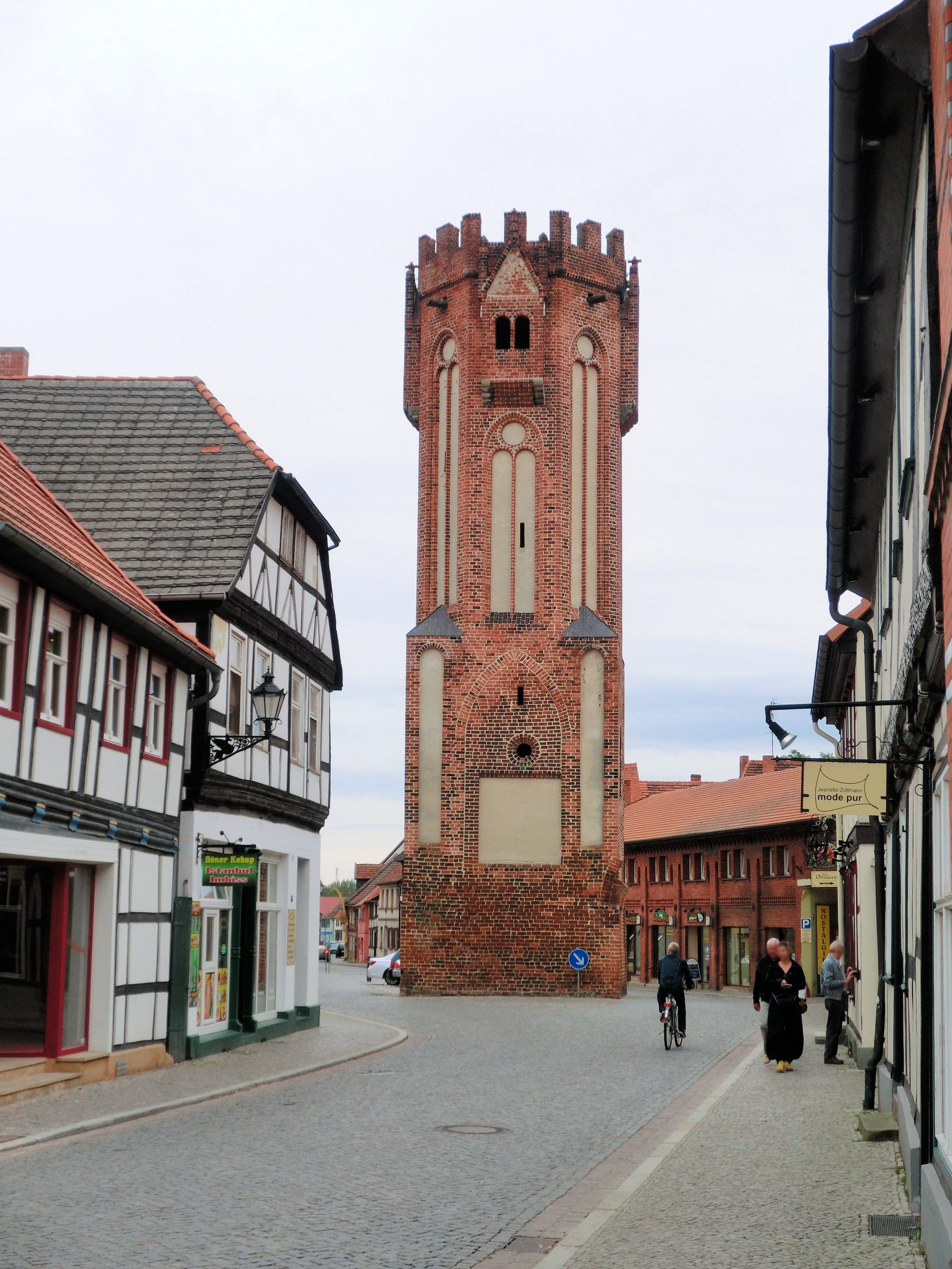
Совиная башня
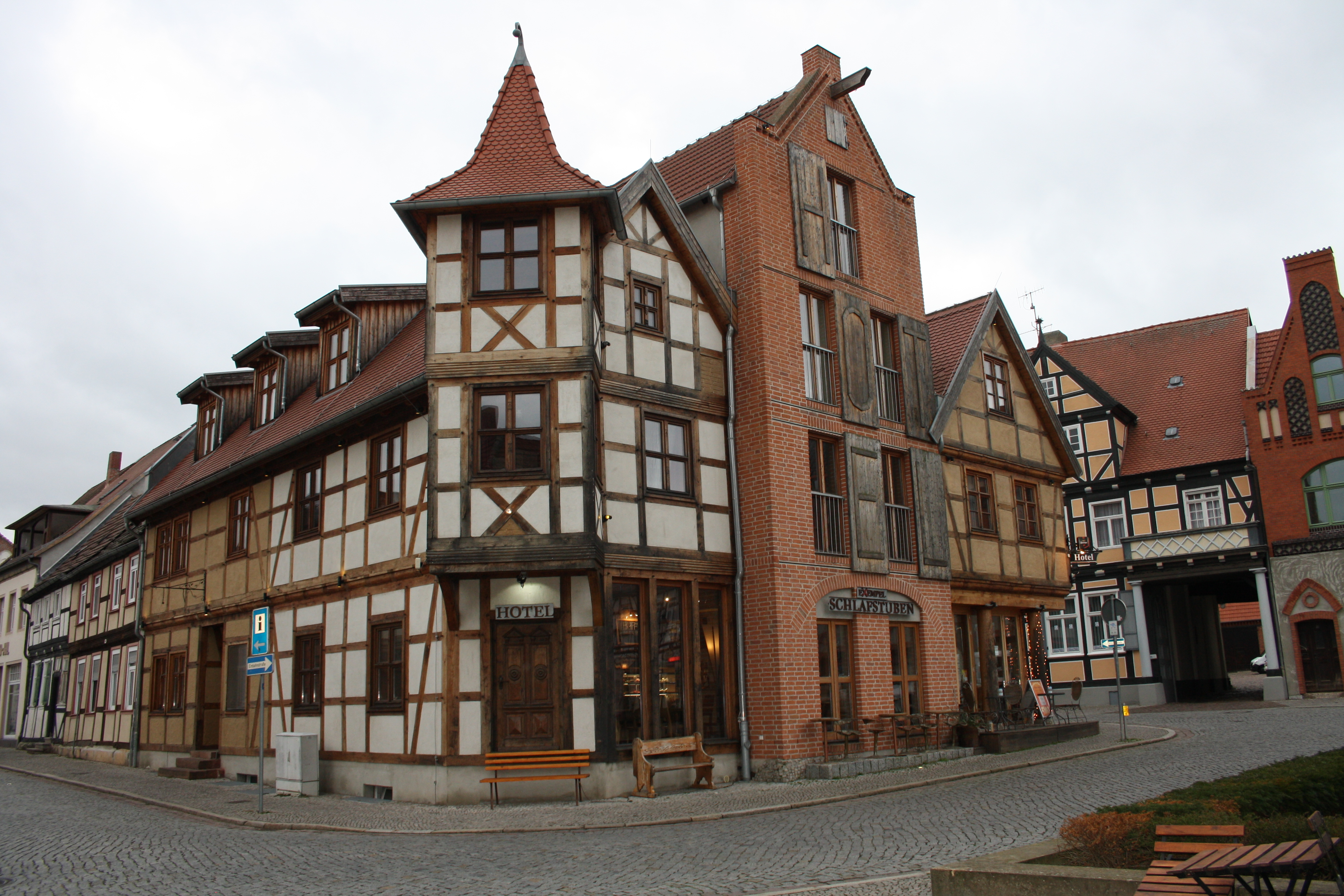
Улочки Тангермюнде
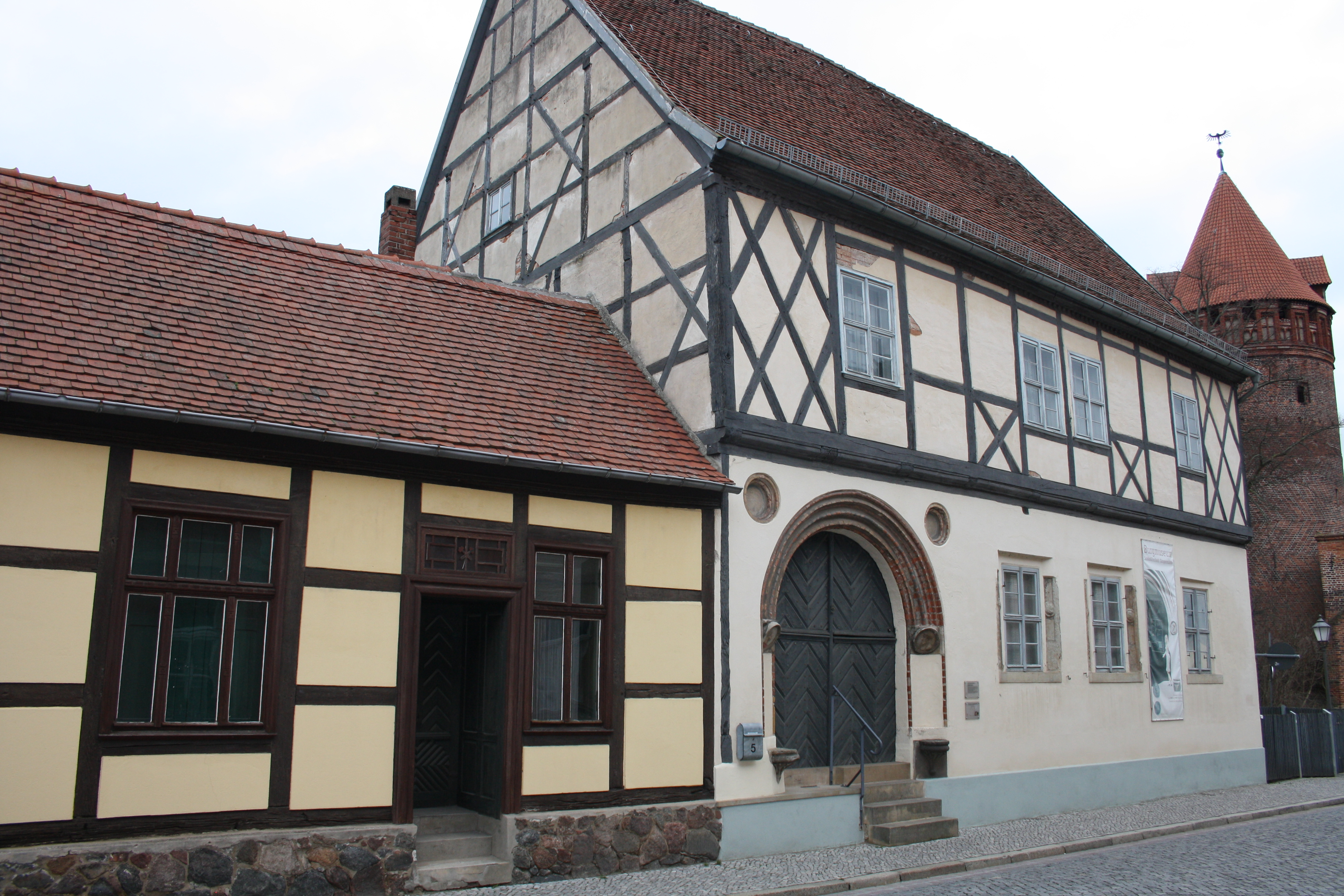
Здание крепостного музея
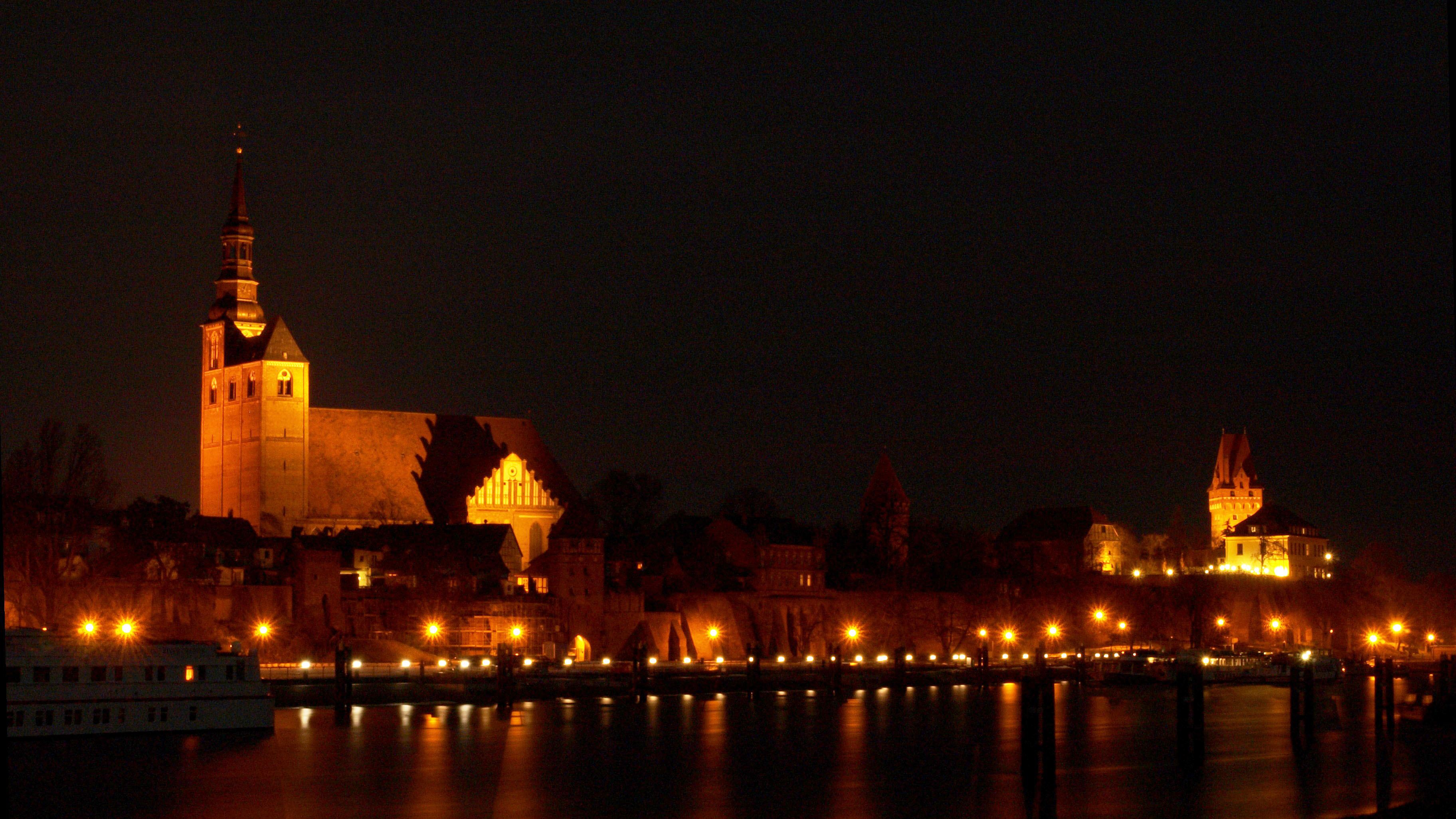
Ночной Тангермюнде